# Пожежа на Останкінській телевежі
Пожежа на Останкінській телевежі — одна з найбільших техногенних катастроф, яка сталася в Москві 27-28 серпня 2000 року. В результаті пожежі троє людей загинули, мовлення більшості російських телеканалів на Москву та Московську область було призупинено.

## Пожежа
27 серпня 2000 року у вежі сталася сильна пожежа. Осередок займання знаходився на висоті 460 м. Повністю вигоріли 3 поверхи. У процесі ліквідації пожежі в швидкісному ліфті, що звалився з висоти близько 300 метрів, загинули командир пожежного розрахунку Володимир Арсюков, який вирішив особисто піднятися на висоту вогнища пожежі, і ліфтер Світлана Лосєва, якій він віддав наказ натиснути на кнопку ліфта і їхати разом з ним. Третім загиблим був слюсар-ремонтник Олександр Шипілін.
Під час пожежі від високої температури лопнули 120 зі 149 тросів, що забезпечують переднапруження бетонної конструкції вежі, але всупереч обґрунтованим побоюванням, вежа встояла. Згодом троси були відновлені.
Інтенсивне горіння фідерів, які мали зовнішні горючі поліетиленові оболонки, відзначали всі учасники гасіння. При цьому падаючі вниз краплі поліетилену створювали на різних висотах вторинні вогнища горіння. При температурі близько 1000°С полетіли вниз і палаючі фрагменти руйнівних фідерів. Спроби пожежних поставити перепони на шляху цього вогняного дощу з допомогою азбестових полотен успіху не мали. Виступаючі конструкції залишали зазори в полотнах, крізь які фрагменти кабелів і розплаву продовжували летіти вниз.
Деякий час потому після пожежі на Останкінській телевежі закінчилась реконструкція передавачів та фідерів телеканалів «Культура», НТВ, ТБ6 і М1, у вересні 2001 року завершено установку нової передавальної антенни ГРТ. 
23 травня 2007 року розпочалися будівельно-ремонтні роботи з благоустрою території та приміщень екскурсійного маршруту Останкінської телевежі. Відновлено й удосконалено все було до 14 лютого 2008 року. Після місяця пілотних екскурсій, було дозволено водити групи чисельністю не більше 40 осіб, однак висотний ресторан «Сьоме небо», який до пожежі займав 3 поверхи на висоті 328—334 м, було закрито на реконструкцію. 
Через пожежу, на час канали ГРТ і РТР вели мовлення на одній і тій же частоті (на «одній кнопці»).

## Наслідки
О 15:30 мск 27 серпня 2000 року припинилося мовлення майже всіх телеканалів, які мовили з Останкінської телевежі. Після цього в Москві мовили лише кабельний телеканал Столиця і телеканал ТНТ з Жовтневого поля, які віддали свій ефірний час іншим телеканалам (ГРТ і НТВ). Канал Дитячий проект віддав свій передавач в користування каналу «Культура». Мовлення всіх інших телеканалів і радіостанцій було припинено. Мовлення на Москву припинили телеканали НТВ, ТБ6, «Культура», СТС, М1 і радіо Ехо Москви, але до 23:30 трансляція сигналу в регіони була відновлена за резервними схемами.
Також деякі телеканали мали серйозні проблеми з мовленням і в інших регіонах Росії. Робота системи поясного мовлення Першого каналу «Орбіта» була відновлена у звичайному режимі лише ввечері 29 серпня.
Після пожежі телеканали ГРТ і РТР створили спільний телеканал. На телеканалі транслювалися передачі обох каналів, які глядачі «втратили» через пожежу. Телеканал був запущений в тестовому режимі о 18:00 30 серпня на 11-метровому каналі (частоті каналу «Росія-1») і мовив до 1 вересня 2000 року, коли мовлення обох каналів нормалізувалося. З 1 по 3 вересня 2000 року телеканали НТВ і «Культура», також створили спільний телеканал. НТВ також пропонувало транслювати телеканали на каналах НТВ-Плюс..
З 4 вересня 2000 року відновили мовлення телеканали ГРТ, РТР, ТВЦ, НТВ, Культура, Телеекспо, деякі метрові та дециметрові канали. Одним із перших повернувся телеканал Ren-TV